# Corsia
Corsia es un género con 23 especies de plantas con flores perteneciente a la familia de las  corsiáceas. Es originario de Papúa a Queensland en Australia.

## Descripción
Son plantas que no efectúan la fotosíntesis y son llamadas "tramposas" porque toman los azúcares que necesitan de hongos que se encuentran en ellas.

## Taxonomía
El género fue descrito por Odoardo Beccari y publicado en Malesia Raccolta ... 1: 238. 1878.

## Especies
| - - Corsia acuminata - Corsia arfakensis - Corsia boridiensis - Corsia brassii - Corsia clypeata - Corsia cordata - Corsia cornuta - Corsia crenata - Corsia cyclopensis - Corsia haianjensis - Corsia huonensis - Corsia lamellata | - - Corsia merimantaensis - Corsia ornata - Corsia papuana - Corsia purpurata - Corsia pyramidata - Corsia resiensis - Corsia torricellensis - Corsia triceratops - Corsia unguiculata - Corsia viridopurpurea - Corsia wubungu |